# Jesustjärnen
Jesustjärnen är en sjö i Solleröns socken, Mora kommun i Dalarna och ingår i Dalälvens huvudavrinningsområde. Tjärnen är belägen knappt sex kilometer  sydväst om Gesunda by, arean är 0,057 kvadratkilometer och ligger på  378 meter över havet.